# Cetinovec
Cetinovec is een plaats in de gemeente Zlatar in de Kroatische provincie Krapina-Zagorje. De plaats telt 122 inwoners (2001).